# Betondorpbrug
De Betondorpbrug is een bouwkundig kunstwerk in Amsterdam-Oost.
De bouw van deze combinatie van bruggen en viaducten werd vanaf midden jaren tachtig ten uitvoer gebracht. Toen naderde de bouw van de Rijksweg 10 vanuit het westen de oversteek van de Weespertrekvaart. Voordat echter de rijksweg aangelegd kon worden, moesten uitgebreide werkzaamheden verricht worden in het onderliggende netwerk van wegen. De Gooiseweg die tot dan toe vanuit het noorden ter plekke voor de Weespertrekvaart afboog naar het oosten voor aansluiting op de Rijksweg 1 werd rechtgetrokken en zou voortaan via brug 1269 door Duivendrecht richting Amsterdam-Zuidoost verder gaan. De op die weg kruisende Rozenburglaan onderging hetzelfde lot en liep voortaan middels de Duivendrechtsebrug (brug 1267), maar eindigt in Duivendrecht. Toen deze twee wegen klaar waren moest een nieuw viaduct over deze twee wegen en vaart heen. Voorts moesten voor de kruising parallelviaducten gebouwd worden. Om contact tussen de Gooiseweg en Ringweg-Oost te krijgen waren over de Weespertrekvaart nog twee bruggen nodig, als ook een brug over de voormalige Rijksstraatweg in Duivendrecht (de oude rijksstraatweg tussen Amsterdam en Utrecht).
Administratief werd de combinatie van viaducten en bruggen de scheidslijn tussen de Ringweg-Zuid en Ringweg-Oost.
De brug van de burelen van Rijkswaterstaat ging vanaf oplevering naamloos door het leven. Op 8 december 2017 publiceerde de gemeente Amsterdam een lijst met vernoemingen van bouwwerken voor opname in de Basisregistraties Adressen en Gebouwen. Het ging toen om objecten in en over snelwegen in en om Amsterdam. De brug werd toen direct vernoemd naar Betondorp, de Amsterdamse woonwijk ten noordoosten van het verkeersknooppunt.
Door de stapelconstructie van bouwwerken werd de kruising een woud van grijze betonnen palen die onvriendelijk en onveilig aanvoelde. Om het woud van beton wat op te fleuren kregen kunstenaressen Sandra Hueber (ontwerp) en Leone Schröder (uitvoering) het verzoek enkele pilaren te voorzien van schilderingen; ze liet vier (vreemde) vogels op de pilaren projecteren in het kader van kunstproject Natuur.

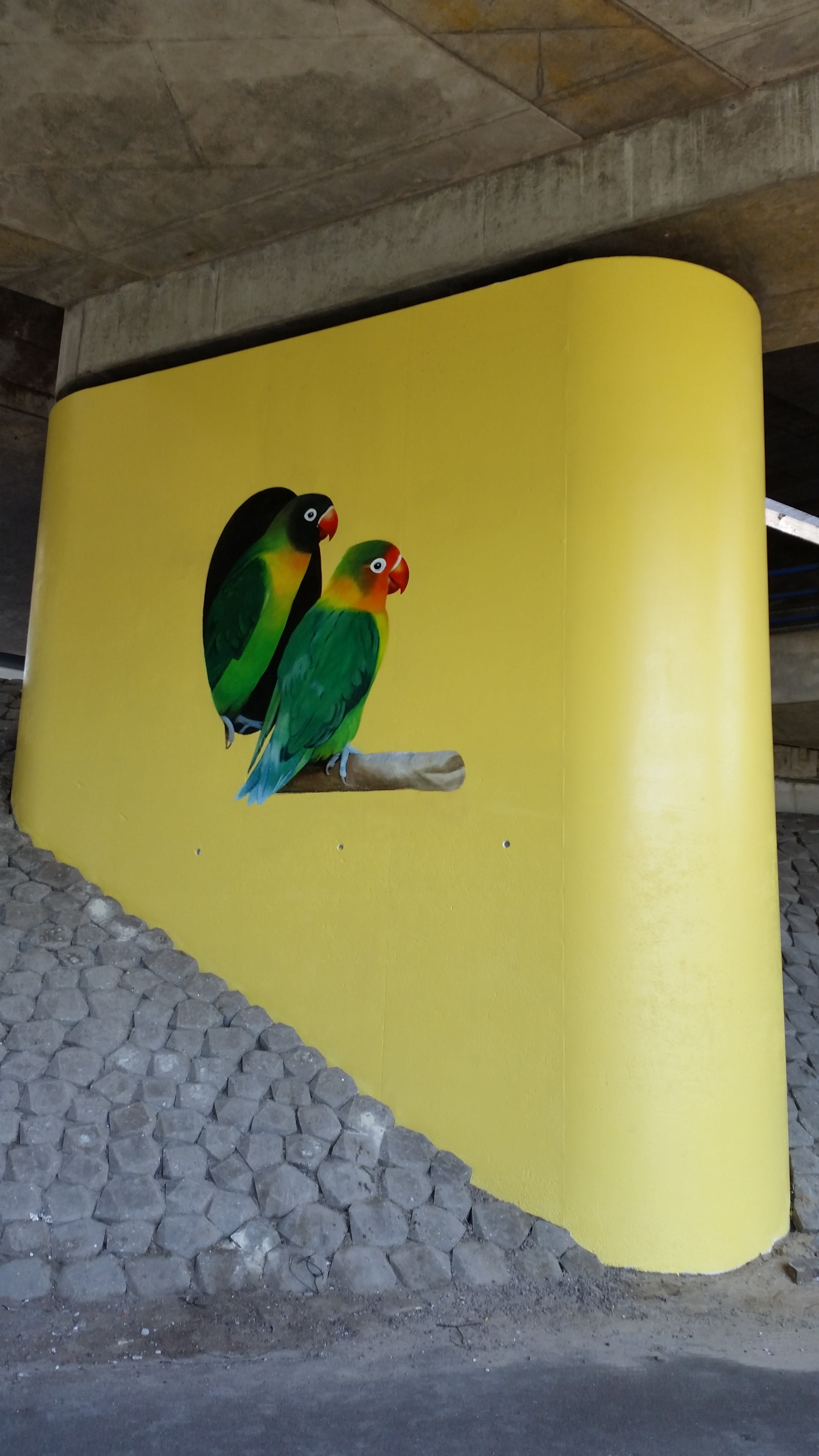
Muurschildering op een van de pijlers (mei 2020)

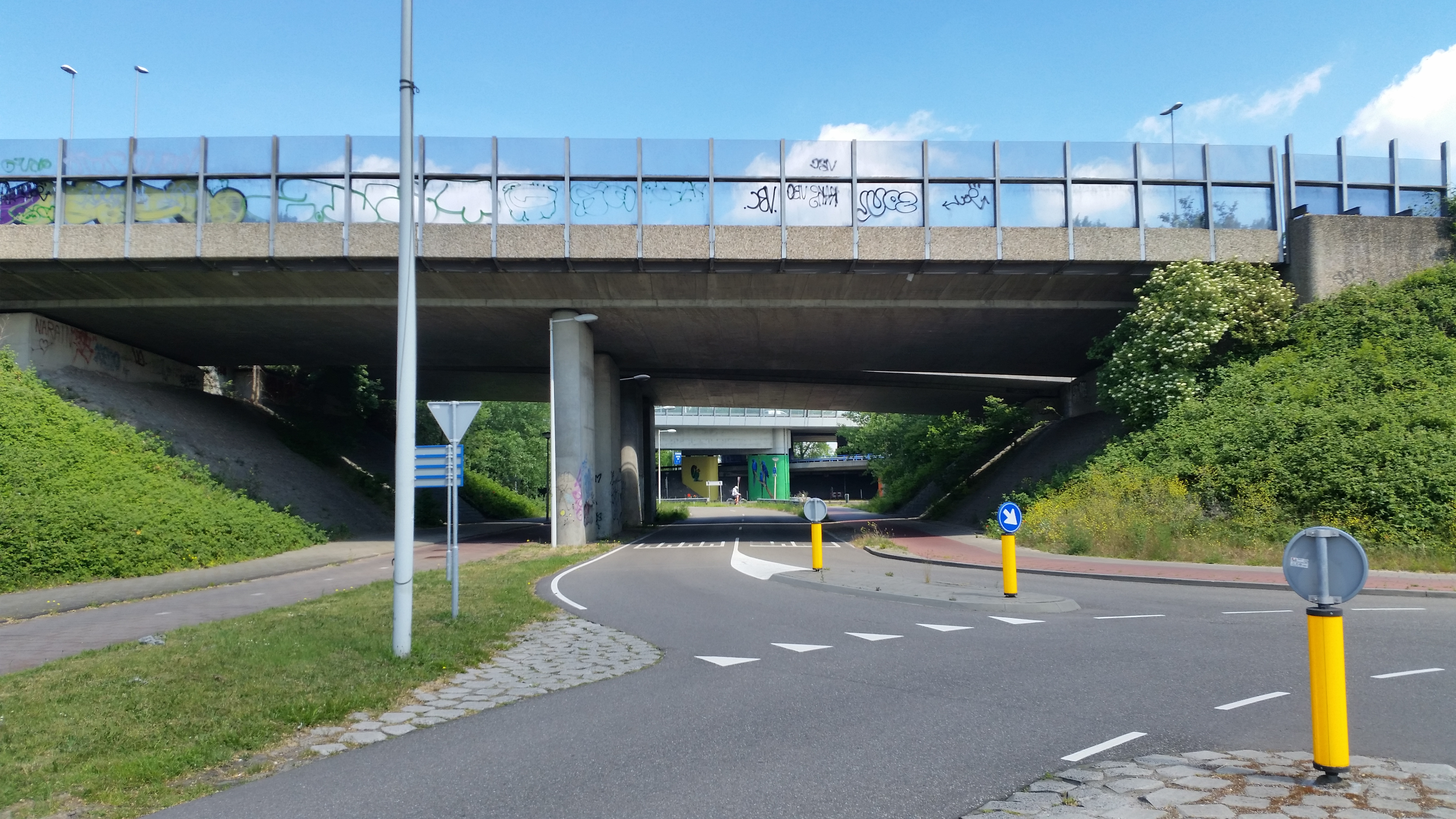
Viaduct over de Rijksstraatweg Duivendrecht (2020)